# Tasmanoonops inornatus
Tasmanoonops inornatus là một loài nhện trong họ Orsolobidae.
Loài này thuộc chi Tasmanoonops. Tasmanoonops inornatus được V. V. Hickman miêu tả năm 1979.